# Sainte-Catherine (Puy-de-Dôme)
Sainte-Catherine – miejscowość i gmina we Francji, w regionie Owernia-Rodan-Alpy, w departamencie Puy-de-Dôme.
Według danych na rok 1990 gminę zamieszkiwało 71 osób, a gęstość zaludnienia wynosiła 13 osób/km² (wśród 1310 gmin Owernii Sainte-Catherine plasuje się na 766. miejscu pod względem liczby ludności, natomiast pod względem powierzchni na miejscu 965.).